# Hig Roberts
Hig Roberts (* 1991 in Steamboat Springs, Colorado) ist ein ehemaliger US-amerikanischer Skirennläufer.

## Leben
Roberts stammt aus Colorado. Als Skirennläufer ist Roberts insbesondere im Riesenslalom erfolgreich. Roberts hat in seiner sportlichen Karriere je eine nationale US-Meisterschaft im Riesenslalom und Slalom gewonnen und nahm zwischen von 2015 bis 2019 an 31 Weltcuprennen teil, wobei er aber keine Weltcuppunkte erringen konnte. Im Nor-Am Cup holte er zwei Siege und erreichte in der Saison 2014/15 den siebten Platz und 2016/17 den fünften Rang in der Gesamtwertung. Bei der Winter-Universiade 2013 in Tarvisio errang er den 21. Platz im Super-G, den 19. Rang im Slalom und den siebten Platz im Riesenslalom. 2019 beendete er seine sportliche Karriere als Skirennfahrer. 2020 outete sich Roberts als homosexuell.

## Erfolge

### Nor-Am-Cup
- Saison 2014/15: 7. Gesamtwertung, 7. Slalomwertung, 5. Riesenslalomwertung
- Saison 2016/17: 5. Gesamtwertung, 3. Slalomwertung, 4. Riesenslalomwertung
- 11 Podestplätze, davon 2 Siege:

| Datum             | Ort      | Land   | Disziplin    |
| ----------------- | -------- | ------ | ------------ |
| 17. Dezember 2016 | Panorama | Kanada | Slalom       |
| 5. Januar 2017    | Stowe    | USA    | Riesenslalom |

### South-American-Cup
- 1 × Platz 2

### Far-East-Cup
- 1 × Platz 3